# Шпреја
Шпреја или Шпрева (горњолужичкосрпски и длсрп. Sprjewja) је немачка река, која протиче кроз Саксонију, Бранденбург и Берлин. Притока је реке Хафел. Дуга је 400 km. 
Извор је смештен испод Лужичких брда (Lausitzer Bergland) на граници са Чешком - насеобином Лужичких Срба, где је иначе терен јако влажан. Доњи ток реке пролази кроз центар Берлина, да би се у западним четвртима града улила у реку Хафел.
Градови кроз које Шпреја протиче: Бауцен (Будишин), Шпремберг, Котбус (Хошебуз), Либенау, Либен, Фирстенвалде и Берлин.